# アレクサンダー・フェスカ
アレクサンダー・エルンスト・フェスカ（Alexander Ernst Fesca, 1820年5月22日 - 1849年2月22日）は、ドイツの作曲家、ピアニスト。

## 生涯
フェスカはカールスルーエで、フリードリヒ・フェスカとその妻シャルロッテ（Charlotte, 旧姓ディンゲルシュテット (Dingelstedt)； ホルン奏者のヨハン・ハインリッヒ・ディンゲルシュテット (Johann Heinrich) の娘である）の間の4人の息子のうち、次男として生まれた。
フェスカに最初に音楽教育を施したのは父であり、彼は11歳の時に故郷の町でピアニストとしてデビューを果たす。14歳でベルリンの王立芸術アカデミーの作曲科を卒業した。彼の指導に当たったのはアウグスト・ヴィルヘルム・バッハ、ヴィルヘルム・タウベルト、カール・フリードリヒ・ルンゲンハーゲンらである。
フェスカは1838年にはカールスルーエに帰郷した。同年、オペレッタ「マリエッテ」（Mariette）で最初の成功を果たす。彼は短い生涯の間、才能とある種の軽妙な音楽性が表われた歌曲やピアノ小品によって、その名を知られる存在であった。このことを理由に、彼の作品の「深い水準」や「芸術的深刻性」を否定する音楽学者も存在する。
1841年にはオペラ「スペインのフランス人」が上演され、大好評を博す。同年、フュルステンベルク侯エゴンによって室内楽奏者に任命されている。フェスカは1842年よりブラウンシュヴァイクに居を構える。1847年7月25日には、同地の地方宮廷劇場で彼の主要作である5幕形式の英雄浪漫的オペラ「Il Trovatore」が初演された。台本はフリードリヒ・シュメッツァー（Friedrich Schmetzer）によるものであった。
アレクサンダー・フェスカは1849年にブラウンシュヴァイクで、28歳にて生涯を終えた。死因は肺炎であった。

## 主要作品
アダージョ
- Espérance （Op.24）

ファンタジア
- モーツァルトの「ドン・ジョヴァンニ」のモチーフに基づく幻想曲 （Op.43）
- ウェーバーの「魔弾の射手」のモチーフに基づく幻想曲 （Op.50）
- Le dernier soupir （Op.58）

ピアノ六重奏曲
- Klaviersextett B-Dur （Op.8）

ピアノ三重奏曲
- Klaviertrio Nr. 1 （Op.11）
- Klaviertrio Nr. 2 （Op.12）
- Klaviertrio Nr. 3 （Op.23）
- Klaviertrio Nr. 4 （Op.31）
- Klaviertrio Nr. 5 （Op.46）
- Klaviertrio Nr. 6 （Op.54）

ピアノ四重奏曲
- Klavierquartett Nr. 1 （Op.26）
- Klavierquartett Nr. 2 （Op.28）

オペラ
- „Die Franzosen in Spanien“ (UA Karlsruhe 1841)
- „Der Troubadour“ (UA Braunschweig 1847)
- „Ulrich von Hutten“ (unvollendet)

オペレッタ
- „Mariette“ (UA Karlsruhe 1838)

ロンド
- Introduction et grand rondeau （Op.3）

七重奏曲
- Großes Septett Nr. 1 （Op.26）
- Großes Septett Nr. 2 （Op.28）

弦楽四重奏曲
- Streichquartett c-moll

リート
- ハインリヒ・シュッツの詩による5つの歌曲 テノール独唱、ピアノ伴奏 （Op.13） Braunschweig, G.M. Meyer 1842年